# Qatar Athletic Super Grand Prix
De Qatar Athletic Super Grand Prix ook wel Doha Meeting genoemd, is een jaarlijks internationaal atletiekevenement. Plaats van handeling is het Qatar SC Stadium in Doha, Qatar. De wedstrijd behoort tot de IAAF Diamond League sinds de oprichting daarvan in 2010. Daarvoor was het een IAAF Super Grand Prix wedstrijd. 
Over het algemeen vindt deze Diamond League-wedstrijd plaats rond 10 mei. Daarmee was het de eerste grote internationale wedstrijd van het baanseizoen tot de toevoeging van de twee wedstrijden in China. De eerste Doha Meeting werd in 1997 georganiseerd en was toen alleen voor mannen. Vanaf het jaar daarna werd ook een programma voor vrouwen opgenomen.

## Programma
Sinds de oprichting van de Doha Meeting zijn er elk jaar wijzigingen in het programma geweest ten opzichte van het jaar ervoor. Onderstaande twee schema's geven aan welke onderdelen in welk jaar bij het programma van de meeting hoorden. 
| Jaar | 100 | 200 | 400 | 800 | 1500 | 3000 | 5000 | 110 h | 400 h | 2000 s | 3000 s | ver | hss | hoog | pols | kogel | kogelsl. | discus | speer |
| ---- | --- | --- | --- | --- | ---- | ---- | ---- | ----- | ----- | ------ | ------ | --- | --- | ---- | ---- | ----- | -------- | ------ | ----- |
| 1997 | X   | X   | X   |     | X    | X    |      | X     | X     |        |        |     |     | X    | X    | X     |          |        |       |
| 1998 | X   | X   | X   | X   | X    | X    |      | X     | X     |        |        | X   |     | X    | X    | X     |          |        |       |
| 1999 | X   |     | X   | X   | X    | X    |      | X     | X     |        | X      | X   |     |      | X    |       |          | X      |       |
| 2001 |     | X   |     | X   | X    | X    |      | X     |       |        | X      | X   |     |      |      |       |          | X      | X     |
| 2002 | X   |     | X   |     | X    | X    |      |       | X     |        | X      | X   |     | X    |      | X     | X        | X      |       |
| 2004 | X   |     | X   | X   | X    | X    |      | X     | X     |        |        |     | X   |      |      | X     |          |        | X     |
| 2005 | X   |     | X   | X   | X    | X    |      | X     | X     | X      |        |     | X   |      |      | X     |          |        | X     |
| 2006 | X   | X   |     | X   | X    | X    |      |       | X     |        |        |     | X   |      |      |       |          | X      | X     |
| 2007 | X   | X   |     | X   | X    | X    |      | X     |       |        |        |     | X   |      |      | X     |          | X      | X     |
| 2008 | X   | X   |     | X   | X    | X    |      | X     | X     |        | X      |     | X   |      |      | X     |          | X      | X     |
| 2009 | X   |     |     | X   | X    | X    |      | X     |       |        | X      |     | X   |      |      | X     |          |        | X     |
| 2010 | X   |     |     | X   |      |      | X    |       | X     |        | X      |     | X   |      |      | X     |          |        |       |
| 2011 |     | X   |     | X   | X    | X    |      |       | X     |        |        |     | X   | X    | X    | X     |          | X      | X     |
| 2012 | X   | X   | X   | X   | X    | X    |      |       |       |        | X      | X   |     | X    |      |       |          | X      |       |
| 2013 | X   |     |     | X   | X    | X    |      |       | X     |        |        |     | X   | X    | X    | X     |          |        | X     |
| 2014 |     | X   | X   |     | X    |      |      | X     |       |        | X      | X   |     | X    |      |       |          | X      |       |
| 2015 | X   |     |     | X   |      | X    |      |       | X     |        |        |     | X   |      | X    | X     |          |        | X     |

| Jaar | 100 | 200 | 400 | 800 | 1500 | 3000 | 100 h | 400 h | 3000 s | ver | hss | hoog | pols | kogel | kogelsl. | discus | speer |
| ---- | --- | --- | --- | --- | ---- | ---- | ----- | ----- | ------ | --- | --- | ---- | ---- | ----- | -------- | ------ | ----- |
| 1997 |     |     |     |     |      |      |       |       |        |     |     |      |      |       |          |        |       |
| 1998 | X   |     | X   |     | X    |      | X     |       |        |     |     |      |      |       |          | X      | X     |
| 1999 |     | X   |     |     | X    | X    |       | X     |        |     |     | X    |      |       |          |        |       |
| 2001 |     | X   |     | X   | X    | X    |       | X     |        |     | X   | X    | X    | X     | X        |        |       |
| 2002 | X   |     | X   |     | X    | X    | X     |       |        | X   |     |      | X    |       |          | X      |       |
| 2004 |     | X   |     | X   |      | X    | X     |       | X      | X   |     | X    | X    |       |          | X      |       |
| 2005 |     | X   |     | X   |      | X    | X     |       | X      | X   |     | X    | X    |       |          | X      |       |
| 2006 | X   | X   |     |     | X    |      | X     |       | X      | X   |     | X    | X    |       |          |        |       |
| 2007 | X   |     | X   |     | X    |      | X     |       | X      | X   |     | X    | X    |       | X        |        |       |
| 2008 | X   |     | X   |     | X    |      | X     |       | X      | X   |     | X    | X    |       | X        |        |       |
| 2009 | X   |     | X   |     | X    |      | X     |       | X      | X   |     | X    | X    |       | X        |        |       |
| 2010 |     | X   | X   |     | X    |      | X     |       |        |     |     | X    | X    |       |          | X      | X     |
| 2011 |     | X   | X   |     | X    |      | X     |       | X      | X   |     |      |      |       |          |        |       |
| 2012 | X   |     |     | X   |      | X    | X     | X     |        |     | X   |      | X    | X     |          |        | X     |
| 2013 |     | X   | X   |     | X    |      | X     |       | X      | X   |     |      |      |       |          | X      |       |
| 2014 | X   |     |     | X   |      | X    |       | X     |        |     | X   |      | X    |       | X        |        | X     |
| 2015 |     | X   | X   |     | X    |      | X     |       | X      | X   |     | X    |      |       |          | X      |       |

## Meetingrecords
| Onderdeel            | Prestatie          | Atleet               | Nationaliteit | Datum       |
| -------------------- | ------------------ | -------------------- | ------------- | ----------- |
| 100 m                | 9,74 s (+0,9 m/s)  | Justin Gatlin        | USA           | 15 mei 2015 |
| 200 m                | 19,67 s (+1,7 m/s) | Kenny Bednarek       | USA           | 10 mei 2024 |
| 400 m                | 43,87 s            | Steven Gardiner      | BAH           | 4 mei 2018  |
| 800 m                | 1.43,00            | David Rudisha        | KEN           | 14 mei 2010 |
| 1500 m               | 3.29,18            | Asbel Kiprop         | KEN           | 9 mei 2014  |
| 3000 m               | 7.26,18            | Lamecha Girma        | ETH           | 5 mei 2023  |
| 5000 m               | 12.51,21           | Eliud Kipchoge       | KEN           | 14 mei 2010 |
| 110 m horden         | 12,95 s            | David Oliver         | USA           | 9 mei 2008  |
| 400 m horden         | 46,86 s            | Alison dos Santos    | BRA           | 10 mei 2024 |
| 2000 m steeple       | 5.14,53            | Saif Saaeed Shaheen  | QAT           | 13 mei 2005 |
| 3000 m steeple       | 7.56,58            | Paul Kipsiele Koech  | KEN           | 11 mei 2012 |
| hoogspringen         | 2,40 m             | Mutaz Essa Barshim   | QAT           | 9 mei 2018  |
| polsstokhoogspringen | 6,02 m             | Armand Duplantis     | SWE           | 14 mei 2022 |
| verspringen          | 8,41 m (+1,8 m/s)  | James Beckford       | JAM           | 13 mei 1999 |
| hink-stap-springen   | 18,06 m (+0,8 m/s) | Pedro Pablo Pichardo | CUB           | 15 mei 2015 |
| kogelstoten          | 22,28 m            | Ryan Whiting         | USA           | 10 mei 2013 |
| discuswerpen         | 70,89 m            | Kristjan Čeh         | SLO           | 5 mei 2023  |
| kogelslingeren       | 83,33 m            | Koji Murofushi       | JPN           | 15 mei 2002 |
| speerwerpen          | 93,90 m            | Thomas Röhler        | GER           | 5 mei 2017  |
| 4 x 100 m            | 3.02,29            | Botswana             | BOT           | 6 mei 2016  |

| Onderdeel            | Prestatie          | Atlete                | Nationaliteit | Datum       |
| -------------------- | ------------------ | --------------------- | ------------- | ----------- |
| 100 m                | 10,76 s (+0,9 m/s) | Sha'Carri Richardson  | USA           | 5 mei 2023  |
| 200 m                | 21,98 s (+1,6 m/s) | Allyson Felix         | USA           | 15 mei 2015 |
| 200 m                | 21,98 s (+1,3 m/s) | Gabrielle Thomas      | USA           | 13 mei 2022 |
| 400 m                | 49,83 s            | Allyson Felix         | USA           | 9 mei 2008  |
| 400 m                | 49,83 s            | Salwa Eid Naser       | BAH           | 16 mei 2025 |
| 800 m                | 1.54,98            | Caster Semenya        | RSA           | 3 mei 2019  |
| 1500 m               | 3.56,60            | Abeba Aregawi         | SWE           | 10 mei 2013 |
| 3000 m               | 8.20,68            | Hellen Obiri          | KEN           | 9 mei 2014  |
| 5000 m               | 14.26,98           | Beatrice Chepkoech    | KEN           | 10 mei 2024 |
| 100 m horden         | 12,35 s (+0,9 m/s) | Jasmin Stowers        | USA           | 15 mei 2015 |
| 400 m horden         | 53,61 s            | Dalilah Muhammad      | USA           | 3 mei 2019  |
| 3000 m steeple       | 9.00,12            | Hyvin Kiyeng Jepkemoi | KEN           | 5 mei 2017  |
| hoogspringen         | 2,05 m             | Blanka Vlašić         | CRO           | 8 mei 2009  |
| polsstokhoogspringen | 4,84 m             | Sandi Morris          | USA           | 4 mei 2018  |
| polsstokhoogspringen | 4,84 m             | Sandi Morris          | USA           | 28 mei 2021 |
| polsstokhoogspringen | 4,84 m             | Katie Nageotte        | USA           | 28 mei 2021 |
| verspringen          | 7,25 m             | Brittney Reese        | USA           | 10 mei 2013 |
| hink-stap-springen   | 15,15 m            | Yulimar Rojas         | VEN           | 28 mei 2021 |
| kogelstoten          | 20,20 m            | Valerie Adams         | NZL           | 9 mei 2014  |
| discuswerpen         | 71,38 m            | Sandra Perković       | CRO           | 4 mei 2018  |
| kogelslingeren       | 76,83 m            | Kamila Skolimowska    | POL           | 11 mei 2007 |
| speerwerpen          | 67,33 m            | Barbora Špotáková     | CZE           | 14 mei 2010 |